# Oligonyx bidens
Oligonyx bidens es una especie de mantis de la familia Thespidae.

## Distribución geográfica
Se encuentra en Costa Rica y Honduras.